# Warenhaus Sednaoui

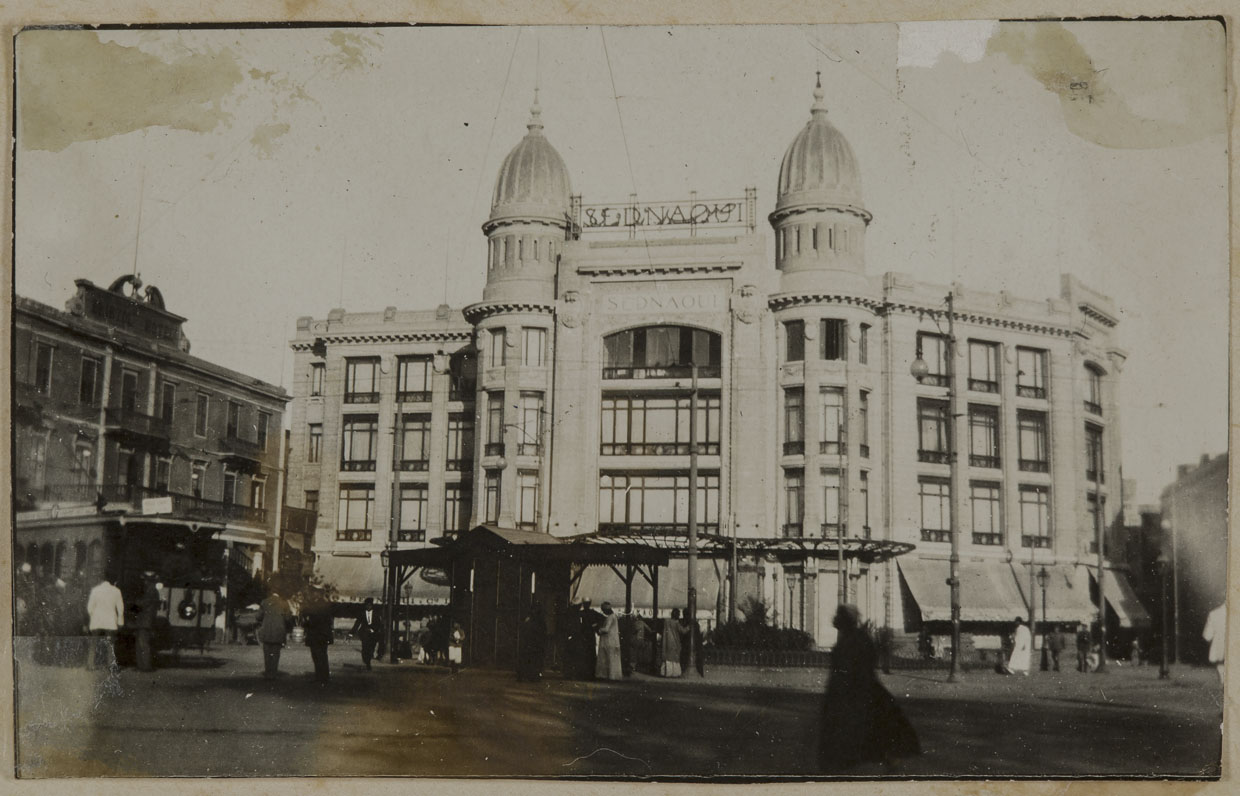
Warenhaus Sednaoui (um 1914/18)

Das Warenhaus Sednaoui ist ein ehemaliges Warenhaus in Kairo. Der bedeutende Bau des Architekten Georges Parcq von 1913 dient heute verschiedenen kleinen Einzelhandelsgeschäften.

## Beschreibung
Der viergeschossige Stahlskelettbau hat einen zentralen überdachten Lichthof. Im Norden und Osten schließt der Baukörper an andere Bebauung an. Im Süden führt eine schmale Straße vorbei, während sich die Westfassade gegen einen größeren Platz erhebt. Der leicht erhöhte Mittelteil der Westfassade wird von zwei Türmen mit schlanken hohen Hauben eingerahmt. Die Fassade ist insgesamt stark durchfenstert und wird von vertikalen Pfeilern dominiert.

## Geschichte
Das Warenhaus wurde durch die Brüder Samaan und Selim Sednaoui betrieben. Im Unterschied zu den überwiegend jüdischen Kaufhauseigentümern waren die Brüder Sednaoui Nazarener aus den syrischen Orten Saidnaya und Maalula. Über Damaskus nach Kairo kommend, eröffneten sie Ende des 19. Jahrhunderts ihr erstes Kurzwarengeschäft im Kairoer Stadtteil Hamzawi.
Am 1. November 1913 eröffnete der Neubau des Architekten Georges Parcq am Midan Khazindar (Khazindar-Platz). Nach kurzer Zeit gründeten die Brüder Sednaoui Filialen in Alexandria, Port Said, Tanta, al-Mansura, al-Fayyūm und Asyut. Durch die Möglichkeit des Kaufs auf Kredit sowie Winterschlussverkauf und anderen Aktionsangeboten war das Haus ausgesprochen populär und sprach Käufer verschiedener Einkommensklassen an. Durch Agenten in Paris, London und New York wurden Waren erworben und durch die Sednaoui Shipping Ltd., Princess Street, Manchester nach Kairo transportiert. Später wurde Sednaoui von Selfridges, London mit Waren beliefert.
Wichtige Konkurrenten waren die Kauf- und Warenhäuser Chemla, Cicurel und Ades an der König-Fouad-Straße (heute 26.-Juli-Straße), Orosdi-Back (später Omar Effendi) an der Abdel-Aziz-Straße und Tiring, Stein und Morums am Midan al Ataba. Sednaoui war wohl nach Cicurel als das eleganteste Warenhaus von Kairo.
Im Juli 1961 wurden die großen ägyptischen Warenhäuser verstaatlicht. Der damalige Direktor von S&S Sednaoui et Fils – Elie Sadnaoui – wurde entlassen und durch einen Offizier der ägyptischen Streitkräfte ersetzt.